# Rainer Kunter
Rainer Kunter (ur. 20 października 1945) – niemiecki lekkoatleta, sprinter. W czasie swojej kariery reprezentował Republikę Federalną Niemiec.
Na pierwszych europejskich igrzyskach halowych w 1966 w Dortmundzie zdobył złoty medal w sztafecie 4 × 2 okrążenia (w składzie: Jörg Jüttner, Kunter, Hans Reinermann i Jens Ulbricht).
Był brązowym medalistą mistrzostw RFN w biegu na 400 metrów w 1965.
Startował w klubie OSV Hörde.